# Modlitwa nad darami (sekreta)
Modlitwa nad darami (łac. Oratio super oblata), sekreta – prośba i modlitwa odmawiana w rycie rzymskim przez celebransa z mszału, aby Bóg wysłuchał próśb Kościoła. Następuje bezpośrednio po wezwaniu do modlitwy (Oráte, fratres), a przed dialogiem przed prefacją.
W mszy „posoborowej” modlitwa nad darami jest częścią liturgii eucharystycznej. Kapłan śpiewa lub głośno czyta modlitwę różniącą się w zależności od okresu liturgicznego, która pokazuje duchowy sens przygotowania darów, po której lud odpowiada: Amen. Jest ona podsumowaniem i zarazem pomostem do modlitwy eucharystycznej.
W mszy trydenckiej nosi ona nazwę sekreta (łac. Oratio secreta) i jest odmawiana przez celebransa szeptem, co zresztą ma odzwierciedlenie w nazwie. Tutaj ma miejsce podczas mszy wiernych, jako ostatnia część Ofiarowania.
Po odpowiedzi ministranta na wezwanie Orate fratres... kapłan dodaje Amen i odmawia z rozłożonymi rękami nad ofiarą modlitwę (lub modlitwy) przypadające na dany dzień. Zawierają one streszczenie i powtórzenie próśb już wyrażanych podczas Offertorium. Po zakończeniu sekrety (jednej lub kilku) kapłan mówi głośno: Per ómnia sǽcula sæculórum (Przez wszystkie wieki wieków), na co lud odpowiada: Amen, po czym kapłan rozpoczyna dialog przed prefacją.